# 天节一
天节一，即金牛座π（π Tau，π Tauri）是一个位于金牛座的恒星，虽然它从地球上看似乎是位于毕宿星团的恒星中，但它并不是毕宿星团的成员，其距离要比毕宿星团远很多，距离地球约455光年。
天节一是一颗黄色G-型巨星，视星等为+4.69。
在中国古代星官系统中，它属于西方白虎七宿中毕宿的星官天节第一星，这也是天节一名字的来由。